# Ceroglossini
Tribu
Taxons de rang inférieur
- Ceroglossus Solier, 1848

Synonymes
Ceroglossina (sous-tribu incluse dans les Carabini)
Les Ceroglossini sont une tribu d'insectes coléoptères de la famille des Carabidae et de la sous-famille des Carabinae.